# Volcán Copahue
El volcán Copahue es un volcán ubicado en la frontera entre Argentina y Chile, en el borde suroeste de la caldera del Agrio. El Complejo volcánico Caviahue-Copahue es uno de los volcanes más estudiados de la Argentina debido a su frecuente actividad eruptiva en las últimas décadas y a su gran interés por su cercanía a asentamientos humanos. La actividad volcánica es estudiada principalmente por el Grupo de investigación denominado Laboratorio de Estudios y Seguimiento de Volcanes Activos (LESVA) de la Universidad Nacional de Río Negro y por el Grupo de Estudio y Seguimiento de Volcanes Activos (GESVA) de la Universidad de Buenos Aires. 

## Toponimia
El nombre del volcán se compone de las voces mapuches ko, 'agua'; pa, 'azufre'; y we, 'lugar', por lo que puede traducirse como 'lugar de aguas sulfurosas', cualidad que puede verse reflejada en las aguas termales y en la energía geotérmica.

## Actividad volcánica
En el volcán persisten las fumarolas producto de su permanente actividad, siendo consecuencia de ello una importante fuente de aguas termales, dando auge al turismo en torno al lago Caviahue y lo mismo ocurre en la localidad de Copahue, donde desde hace 100 años se utilizan sus aguas con fines medicinales. Los valles que da origen el volcán  son lugar de asentamiento de comunidades pehuenches, poblados cercanos al volcán Butalelbún, Trapatrapa, Guallalí, Chenqueco, Copahue, Caviahue.

### Erupción en 2012
El 22 de diciembre de 2012, a las 9:45, el volcán comenzó un proceso de erupción, lanzando cenizas, gases y humo negro a más de 1,5 km de altura. Las autoridades neuquinas a través del Comité Operativo de Emergencia (COE) declararon la alerta amarilla en la zona debido al proceso eruptivo mientras que las autoridades chilenas declararon alerta naranja. Las cenizas se desplazan con rumbo este en dirección a Caviahue, Loncopué, Zapala y Cutral Co. El penacho de humo tiene una longitud de 13 km.
El día 23 de diciembre, el Comité Operativo de Emergencia (COE) y el gobernador de la provincia, Jorge Sapag elevaron el alerta a naranja mientras que las autoridades chilenas (la Oficina Nacional de Emergencia, Onemi) lo hicieron a alerta roja, debido a la actividad sísmica continua.
El 30 de diciembre se baja la alerta a amarilla, por la disminución de la actividad volcánica en el volcán.

### Erupción en 2013
El 23 de enero de 2013, se decide elevar nuevamente el alerta a naranja, por la actividad (enjambre de sismos LP), registrada en profundidad, se advierte sobre la peligrosidad alrededor de los 5 km del cráter.
El 27 de mayo de 2013, las autoridades de Chile y Argentina establecen el alerta roja por una posible erupción del volcán. En forma preventiva se realizó la evacuación de las localidades aldeanas.

### Erupción de 2014
El 11 de marzo de 2014 se decretó la alerta amarilla por parte del Servicio Nacional de Geología y Minería de Chile (Sernageomin), como consecuencia de una serie de sismos ocurridos a partir del mayor registro de 3,7 grados de la escala de Richter, más de 80 sismos menores, llamados "enjambre sísmico", sucedieron al de mayor grado. El control de monitorio registro el fenómeno a 8,1 km al este del cráter principal.

### Erupción de 2015
Entre abril y mayo nuevamente se produjo un aumento en la actividad (sísmica, explosiones menores) incluyendo varios disparos sísmicos, Sernageomin mantuvo la alerta en amarilla. A pesar de emisión de cenizas continuas en el mes de noviembre y diciembre, Sernageomin mantuvo la alerta en amarilla.
Las autoridades chilenas, el día 20 de marzo deciden elevar la alerta, de amarilla a naranja, como consecuencia de excitación y presurización por parte del volcán.
El día 11 de septiembre y debido a una inestabilidad del volcán, actividad sísmica y columna de cenizas que alcanzaron una altura de 3500 m, el Sernageomin decide subir la alerta técnica volcánica a nivel Naranja, mientras que Onemi lo mantenía aun en amarillo. El 24 de septiembre, el Sernageomin bajó la alerta a amarilla debido a tendencia decreciente en el volcán. Su última erupción fue en diciembre de 2015 manteniéndose la alerta amarilla.

### Erupción de 2018
El Centro de Información de Alerta Temprana en Neuquén informó que el sábado 24 de marzo de 2018 se registró un pulso eruptivo. Las autoridades argentinas y chilenas, a partir de información obtenida por medio de los equipos de monitoreo, establecieron el sábado 24 el cambio del nivel de alerta técnica al volcán Copahue de Verde a color amarillo. El volcán Copahue permanece en alerta amarilla, según confirma la mañana de 26 de marzo las autoridades chilenas a cargo del monitoreo permanente de las erupciones.
Por otra parte, el Centro de Información de Alerta Temprana en Neuquén informó el 26 de marzo a las 13.48 que se registró un pulso eruptivo en el volcán Copahue, generando la emisión de una columna de ceniza a una altura no superior de mil metros desplazada hacia el norte del cráter.
En abril de 2019 el gobierno neuquino elevó Alerta Amarilla por registrar un considerable aumento en la actividad sísmica.

## Geotermia

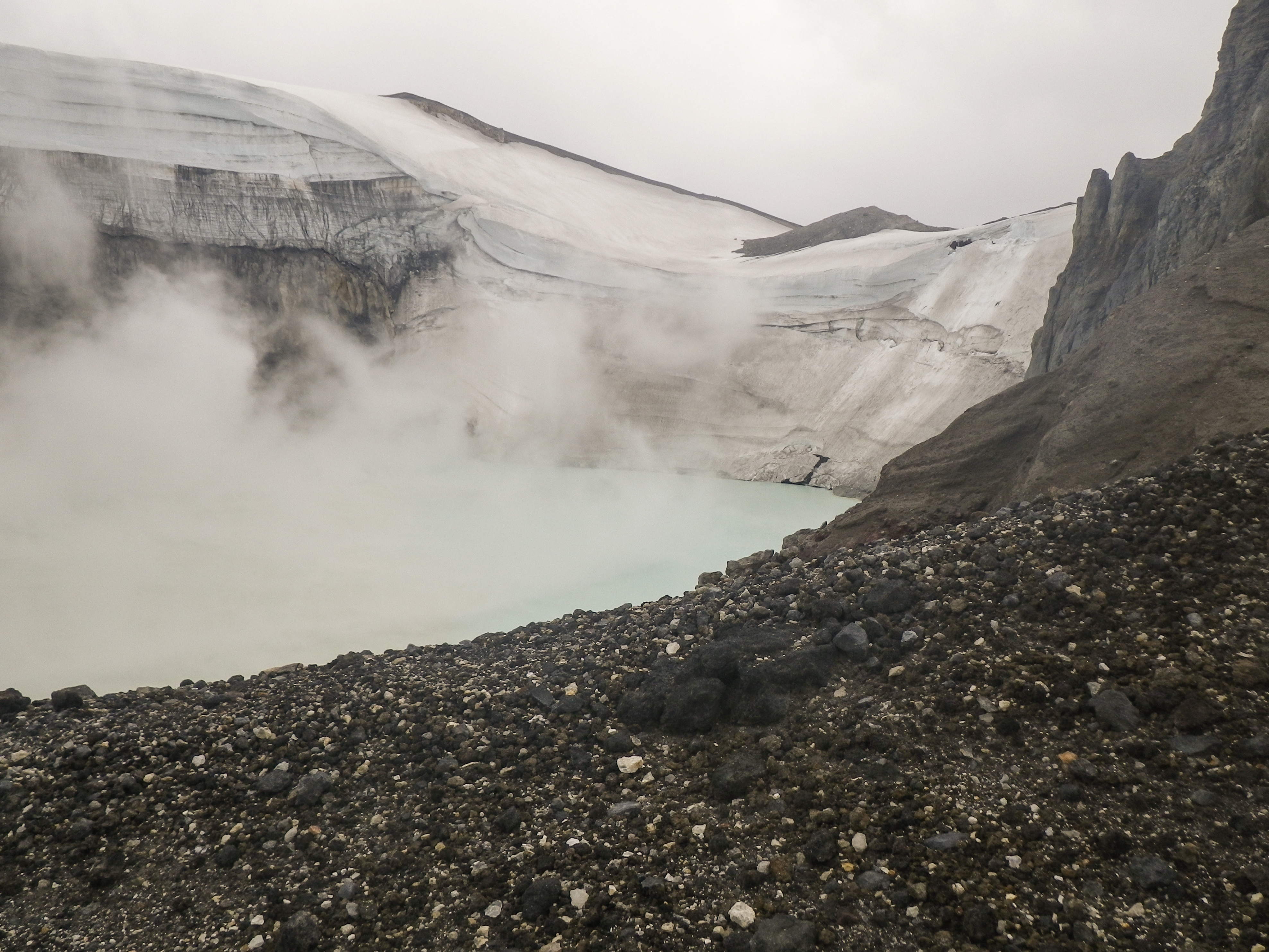
Lago en el cráter del Copahue

El gobierno de la provincia del Neuquén en la década de 1980 estudió e hizo dos perforaciones al pie del volcán, con fines geotérmicos, lo que produjo la instalación de una usina piloto generadora de energía para abastecer a la localidad de Caviahue-Copahue. Dicha usina no fue utilizada y en la actualidad se está promoviendo un concurso de inversiones a fin de instalar una planta de generación de energía utilizando dicho recurso.
A su vez, y para aprovechar los fluidos geotérmicos, se realizó una inversión importante para calefaccionar calles del Centro Turístico Termal Copahue y mantener abierto el centro en invierno, ya que el Centro se encuentra a 2000 m s. n. m. y en inviernos normales no puede accederse debido a la acumulación de nieve. Estas aguas termales ya habían sido estudiadas en los años 1950 por el científico Gregorio Álvarez.
Luis Risopatrón lo enlista como fuente de aguas termales aunque no especifica hacia que cuenca.

## Ríos
Desde sus laderas nacen el río Queuco y el río Lomín —ambos afluentes de la cuenca del río Biobío de la República de Chile (mar Chileno), mientras que por la vertiente Atlántica está el río Agrio cuya naciente se ubica en el extremo oriental de la laguna del cráter del volcán. Entre la laguna del cráter y el lago Caviahue, se denomina Arroyo Agrio, para luego de ésta pasar a denominarse río Agrio. Este río es tributario del río Neuquén, el cual desagua en el mar Argentino.